# 岩浅嘉仁
岩浅 嘉仁（いわさ よしひと、1954年（昭和29年）11月3日 ‐ ）は、日本の政治家。徳島県阿南市長（4期）。元衆議院議員（2期）。

## 概要
徳島県出身。徳島県立富岡西高等学校、早稲田大学社会科学部卒業。大学時代は「歴史文学浪漫の会」というサークルで活動し、後輩にのちに作家となる火坂雅志がいた。
1993年、第40回衆議院議員総選挙に当時結党間もない新生党公認で徳島県全県区から立候補し、初当選を果たした。新生党解党に伴い、1994年の新進党結党に参加。1996年の第41回衆議院議員総選挙では、小選挙区比例代表並立制導入に伴い徳島県第3区から新進党公認で立候補。自由民主党公認の三木申三元徳島県知事を破り、再選。1998年、新進党解党により自由党結党に参加。2000年の第42回衆議院議員総選挙には自由党公認で徳島3区から立候補したが、自由民主党新人の後藤田正純に敗れ、落選した。
2003年11月、阿南市長選挙に無所属で立候補し、当選。2007年、2011年の市長選挙でも無投票で再選を果たした。2015年の市長選挙でも再選を果たした。
2007年、6月議会で自ら制定した「市長の在任期間に関する条例案」（市長多選自粛条例）を提出。全会一致で可決。岩浅嘉仁市長は「多選制限は政治活動を始めた時からの信条」とし、自身に限って任期を3期12年までとした。
しかし、2015年6月に4期目を目指すことを明言。自ら制定した連続3期限度の多選自粛条例を廃止して2015年11月に4期目の当選を果たす。
2019年の阿南市長選で5期目の当選に挑んだが、元市議の表原立磨に敗れ、落選した。
2024年11月の秋の叙勲で、旭日中綬章を受章した。

## 選挙結果

### 2003年阿南市長選挙
2003年（平成15年）11月30日執行の市長選に立候補し、元市助役の芝山日出高、元市消防職員の南部宣雄、阿南商工会議所元専務理事の松田政雄の3人を破り、初当選を果たした。12月7日、1期目就任。
※当日有権者数：人 最終投票率：%（前回比：pts）
| 候補者名   | 年齢 | 所属党派 | 新旧別 | 得票数 | 得票率 | 推薦・支持 |
| ---------- | ---- | -------- | ------ | ------ | ------ | ---------- |
| 岩浅嘉仁   | 49   | 無所属   | 新     | 票     | %      |            |
| 芝山日出高 | 56   | 無所属   | 新     | 票     | %      |            |
| 南部宣雄   | 58   | 無所属   | 新     | 票     | %      |            |
| 松田政雄   | 60   | 無所属   | 新     | 票     | %      |            |

### 2007年阿南市長選挙
2007年（平成19年）11月18日執行の市長選に立候補し、無投票当選。2選を果たした。12月7日、2期目就任。
※当日有権者数：64,662人 最終投票率：%（前回比：pts）
| 候補者名 | 年齢 | 所属党派 | 新旧別 | 得票数 | 得票率 | 推薦・支持 |
| -------- | ---- | -------- | ------ | ------ | ------ | ---------- |
| 岩浅嘉仁 | 53   | 無所属   | 現     | 票     | %      |            |
|          |      |          |        | 票     | %      |            |

### 2011年阿南市長選挙
2011年（平成23年）11月20日執行の市長選に立候補し、無投票当選。3選を果たした。12月7日、3期目就任。
※当日有権者数：63,325人 最終投票率：%（前回比：pts）
| 候補者名 | 年齢 | 所属党派 | 新旧別 | 得票数 | 得票率 | 推薦・支持 |
| -------- | ---- | -------- | ------ | ------ | ------ | ---------- |
| 岩浅嘉仁 | 57   | 無所属   | 現     | 票     | %      |            |
|          |      |          |        | 票     | %      |            |

### 2015年阿南市長選挙
2015年（平成27年）11月22日執行の市長選に立候補し、元市議の福島民雄を破り、4選を果たした。12月7日、4期目就任。
※当日有権者数：61,614人 最終投票率：52.27%（前回比：-16.99pts）
| 候補者名 | 年齢 | 所属党派 | 新旧別 | 得票数   | 得票率 | 推薦・支持 |
| -------- | ---- | -------- | ------ | -------- | ------ | ---------- |
| 岩浅嘉仁 | 61   | 無所属   | 現     | 18,673票 | 58.98% |            |
| 福島民雄 | 65   | 無所属   | 新     | 12,988票 | 41.02% |            |

### 2019年阿南市長選挙
2019年（令和元年）11月10日執行の市長選に立候補し、元市議の表原立磨に破れて落選。5選を逃した
。
※当日有権者数：61,212人 最終投票率：52.94%（前回比：＋0.67pts）
| 候補者名 | 年齢 | 所属党派 | 新旧別 | 得票数   | 得票率 | 推薦・支持 |
| -------- | ---- | -------- | ------ | -------- | ------ | ---------- |
| 表原立磨 | 44   | 無所属   | 新     | 16,644票 | 51.95% |            |
| 岩浅嘉仁 | 65   | 無所属   | 現     | 15,392票 | 48.05% |            |